# ВБВ
ВБВ е псевдоним на Васил Бранимиров Видински (21 юни 1977), български писател, поет и литературовед.
Като ВБВ, Видински е съидейник на основана през 1994 г. група за поетически пърформънс и на „Дыр Ряжущ“. От 1998 г. е главен редактор в редакторската група „Ред.гру“, в чиито манифести ВБВ се обявява против индивидуализма. ВБВ е автор на стихотворения, разкази и 3 книги – „Е:то.“ (2000), „Из Th:is“ (2002) и двуезичната „Typographische Raume – Типографски стаи“ (2004, в съавторство със СБВ), писани главно за конкурси или по поръчка.
ВБВ е носител на специалната награда на поетичния конкурс „Безсъници“ (1998), взел е първа награда на конкурса за криминален разказ „Агата“ (1999), двукратен носител на наградата „Рашко Сугарев“ за най-добър публикуван разказ на автор до 35 г. (2000, „Литературен вестник“, бр. 15, 18 април 2001, стр. 2., 2001).
Книгата „Typographische Raume – Типографски стаи“, с художник Съдбина Видинска, е носител на бронзова награда в категория „Художествено оформление“ за 2003 г. от фестивала Adebar (Австрия).
На 12 октомври 2007 г. Видински успешно защитава дисертация за образователно-квалификационна степен „доктор“ на тема „Взаимодействие между философия и физика при Рене Декарт и Исак Нютон (Проблемът за относителността)“ към катедра „История на философията“ на Софийски университет „Св. Климент Охридски“ с научен ръководител Димитър Денков. Доцент е там от 2017 г.